# St. Louis Rams 2012
La stagione 2012 dei St. Louis Rams è stata la 75ª della franchigia nella National Football League e la 18ª a St. Louis, Missouri Questa fu l'ultima stagione completa con Sam Bradford come quarterback titolare poiché gli infortuni lo tennero fuori dal rettangolo di gioco per la maggior parte delle due annate successive.

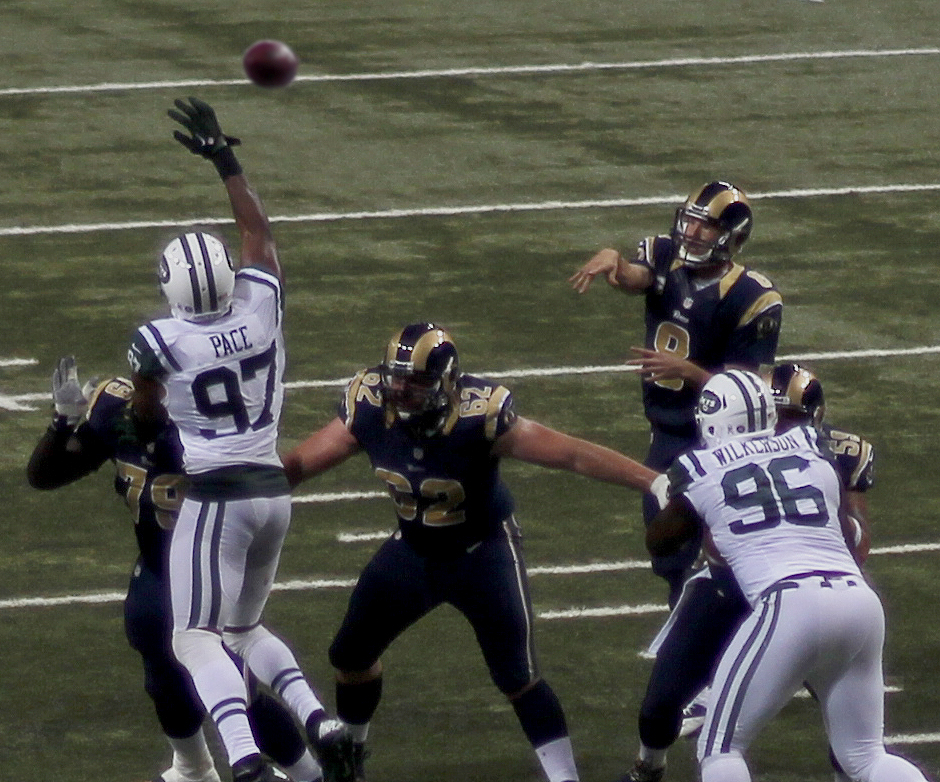
La gara del novembre 2012 contro i New York Jets

## Scelte nel Draft 2012
| Scelte dei Rams nel Draft 2012 |        |                   |       |                   |
| Turno                          | Scelta | Giocatore         | Ruolo | College           |
| 1                              | 14     | Michael Brockers  | DT    | LSU               |
| 2                              | 33     | Brian Quick       | WR    | Appalachian State |
| 2                              | 39     | Janoris Jenkins   | CB    | North Alabama     |
| 2                              | 50     | Isaiah Pead       | RB    | Cincinnati        |
| 3                              | 65     | Trumaine Johnson  | CB    | Montana           |
| 4                              | 96     | Chris Givens      | WR    | Wake Forest       |
| 5                              | 150    | Rokevious Watkins | OG    | South Carolina    |
| 6                              | 171    | Greg Zuerlein     | K     | Missouri Western  |
| 7                              | 209    | Aaron Brown       | LB    | Hawaii            |
| 7                              | 252    | Daryl Richardson  | RB    | Abilene Christian |

## Roster
| Roster dei St. Louis Rams nel 2012 |
| --- |
| Quarterback - 8 Sam Bradford - 10 Kellen Clemens - 9 Austin Davis Running Back - 42 Terrance Ganaway - 39 Steven Jackson - 24 Isaiah Pead - 26 Daryl Richardson Wide Receiver - 16 Danny Amendola - 11 Brandon Gibson - 13 Chris Givens - 18 Austin Pettis - 83 Brian Quick - 12 Steve Smith Tight End - 46 Cory Harkey - 88 Lance Kendricks - 89 Mike McNeill - 82 Matthew Mulligan Offensive Linemen - 68 Joe Barksdale T - 61 Tim Barnes C - 72 Wayne Hunter T - 79 Barry Richardson T - 76 Rodger Saffold T - 66 Shelley Smith G - 59 Robert Turner C/G - 63 Scott Wells C - 65 Chris Williams G/T Defensive Linemen - 90 Michael Brockers DT - 71 Matthew Conrath DT - 93 Jermelle Cudjo DT - 95 William Hayes DE - 98 Kendall Langford DT - 91 Chris Long DE - 94 Robert Quinn DE - 92 Eugene Sims DE Linebacker - 57 Sammy Brown OLB - 52 Justin Cole MLB - 58 Jo-Lonn Dunbar OLB - 51 Mario Haggan OLB - 56 Josh Hull MLB - 55 James Laurinaitis MLB - 50 Rocky McIntosh OLB Defensive Back - 43 Craig Dahl SS/FS - 31 Cortland Finnegan CB - 32 Bradley Fletcher CB - 21 Janoris Jenkins CB - 22 Trumaine Johnson CB - 23 Rodney McLeod FS - 27 Quintin Mikell FS - 33 Quinton Pointer CB - 20 Darian Stewart SS Special Team - 6 John Hekker P - 44 Jacob McQuaide LS - 4 Greg Zuerlein K Lista delle riserve - 62 Harvey Dahl G (IR) - 37 Matt Daniels SS (IR) - 99 Trevor Laws DT (IR) - 73 Rokevious Watkins OT (IR) Squadra di allenamento - 77 Mason Brodine DE - 81 Cameron Graham TE - 14 Nick Johnson WR - 60 Ty Nsekhe OT - 84 Raymond Radway WR - 34 Chase Reynolds RB - 70 Brandon Washington G - 54 Jabara Williams MLB/OLB |
| Legenda - I rookie sono in corsivo. - Il primo ruolo è il principale mentre gli eventuali successivi indicano i ruoli secondari. - (IR) sta per Injured Reserve ed indica la lista ristretta per un solo giocatore infortunato che può tornare ad allenarsi dopo la settimana 6 e a rientrare in prima squadra dopo che questa ha giocato 8 partite. - (NF-Inj.) / (NF-Ill.) stanno rispettivamente per Non-Football Injured e Non-Football Illness ed indicano le liste dove viene inserito un giocatore che ha un infortunio o una malattia non dipendente dal football americano. - (PUP) sta per Physically Unable to Perform ed indica la lista dove viene inserito un giocatore mentre è in attesa di recuperare la condizione fisica. Nella stagione regolare dopo la sesta partita giocata dalla propria squadra, il giocatore ha tempo tre settimane per riprendere ad allenarsi, più tre settimane aggiuntive dal suo rientro agli allenamenti per rientrare in prima squadra. |

## Calendario
| Stagione regolare |                         |                    |                    |                               |                    |
| Turno             | Avversario              | Risultato          | Record             | Stadio                        | Sintesi            |
| 1                 | at Detroit Lions        | S 23–27            | 0–1                | Ford Field                    | Recap              |
| 2                 | Washington Redskins     | V 31–28            | 1–1                | Edward Jones Dome             | Recap              |
| 3                 | at Chicago Bears        | S 6–23             | 1–2                | Soldier Field                 | Recap              |
| 4                 | Seattle Seahawks        | V 19–13            | 2–2                | Edward Jones Dome             | Recap              |
| 5                 | Arizona Cardinals       | V 17–3             | 3–2                | Edward Jones Dome             | Recap              |
| 6                 | at Miami Dolphins       | S 14–17            | 3–3                | Sun Life Stadium              | Recap              |
| 7                 | Green Bay Packers       | S 20–30            | 3–4                | Edward Jones Dome             | Recap              |
| 8                 | New England Patriots    | S 7–45             | 3–5                | Wembley Stadium               | Recap              |
| 9                 | Settimana di pausa      | Settimana di pausa | Settimana di pausa | Settimana di pausa            | Settimana di pausa |
| 10                | at San Francisco 49ers  | P 24–24 dts        | 3–5–1              | Candlestick Park              | Recap              |
| 11                | New York Jets           | S 13–27            | 3–6–1              | Edward Jones Dome             | Recap              |
| 12                | at Arizona Cardinals    | V 31–17            | 4–6–1              | University of Phoenix Stadium | Recap              |
| 13                | San Francisco 49ers     | V 16–13 dts        | 5–6–1              | Edward Jones Dome             | Recap              |
| 14                | at Buffalo Bills        | V 15–12            | 6–6–1              | Ralph Wilson Stadium          | Recap              |
| 15                | Minnesota Vikings       | S 22–36            | 6–7–1              | Edward Jones Dome             | Recap              |
| 16                | at Tampa Bay Buccaneers | V 28–13            | 7–7–1              | Raymond James Stadium         | Recap              |
| 17                | at Seattle Seahawks     | S 13–20            | 7–8–1              | CenturyLink Field             | Recap              |

Note: Gli avversari della propria division sono in grassetto.
 #  Indica una gara delle NFL International Series a Londra.

## Classifiche
| NFC West                |    |    |   |      |       |       |     |     |     |
|                         | V  | S  | P | %    | DIV   | CONF  | PF  | PS  | STR |
| (2) San Francisco 49ers | 11 | 4  | 1 | .719 | 3–2–1 | 7–4–1 | 397 | 273 | V1  |
| (5) Seattle Seahawks    | 11 | 5  | 0 | .688 | 3–3   | 8–4   | 412 | 245 | V5  |
| St. Louis Rams          | 7  | 8  | 1 | .469 | 4–1–1 | 6–5–1 | 299 | 348 | S1  |
| Arizona Cardinals       | 5  | 11 | 0 | .313 | 1–5   | 3-9   | 250 | 357 | S2  |